# Vladimir Tchelomeï
Vladimir Nikolaïevitch Tchelomeï (en russe Влади́мир Никола́евич Челоме́й ; en ukrainien Володимир Миколайович Челомей, Volodymyr Mykolaïovytch Tchelomeï), né le 30 juin 1914 et mort le 8 décembre 1984 à Moscou, est un physicien et un ingénieur en astronautique soviétique. Il est surtout connu pour avoir conçu le lanceur Proton, les stations spatiales Almaz et Saliout et le vaisseau spatial TKS.

## Premières années
Tchelomeï nait à Siedlce, à cette époque sur le territoire de l'Empire russe et située aujourd'hui en Pologne, dans une famille ukrainienne. À l'âge de 3 mois, à la suite du déclenchement de la Première Guerre mondiale dont le front est proche du domicile, sa famille va se réfugier à Poltava. Sa famille déménage à Kiev lorsqu'il atteint l'âge de 12 ans.
En 1932 Tchelomeï est reçu à l'Institut polytechnique de Kiev, où il fait de brillantes études. Il publie en 1936 son premier ouvrage Vektoryj Analiz (Analyse vectorielle).

## Seconde Guerre mondiale
Au début de la Seconde Guerre mondiale Tchelomeï travaille à l'Institut central Baranov de construction de moteur d'avions (TsIAM) à Moscou où il conçoit le premier pulsoréacteur soviétique en 1942 indépendamment des travaux similaires menés en Allemagne pour la mise au point de la bombe volante V1.
En octobre 1944, alors que les premiers V1 sont lancés sur le territoire du Royaume-Uni, Tchelomeï est nommé responsable de l'usine N51 pour concevoir, construire et tester le plus rapidement possible le premier missile de croisière soviétique. Dès décembre 1944 le missile, désigné sous le code 10X, est tiré en vol depuis des avions de type Petliakov Pe-8 et Tupolev Tu-2.

## L'OKB-52
À la suite de la réussite du 10X, le Bureau des études spéciales d'URSS le nomme responsable de la conception des avions sans pilote au sein de l'OKB-52. En 1955, il devient chef constructeur de l'OKB-52 tout en continuant à concevoir des missiles de croisière. Parallèlement, Tchelomeï poursuit ses recherches scientifiques et il obtient un doctorat en sciences à l'École supérieure technique de Moscou - Bauman. Après avoir soutenu sa thèse en 1951, il devient professeur dans cette école en 1952.
En 1958, l'OKB-52 propose un missile balistique intercontinental multi-étages. Le projet UR-200 est rejeté en faveur du R-36 (désigné sous le code OTAN SS-9 Scarp) de Mikhaïl Yangel, mais son missile UR-100 est approuvé. L'OKB-52 fait à l'époque partie du ministère de l'Industrie des machines-outils dirigé par Sergueï Afanassiev.

## Constructeur d'engins spatiaux

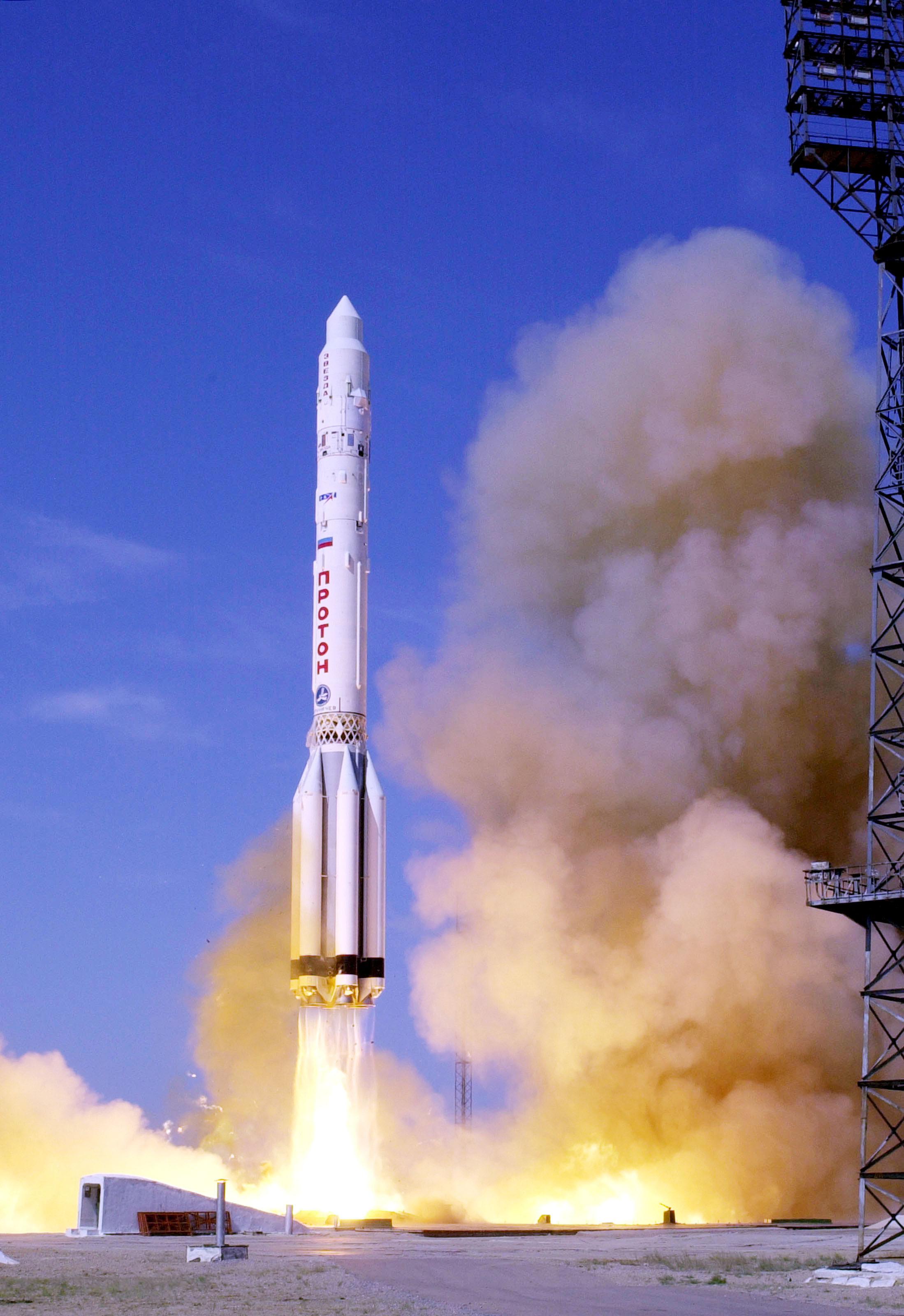
La fusée Proton, la réalisation la plus connue de Tchelomeï.

En 1959 Tchelomeï est nommé « Constructeur en chef d'équipements aéronautiques». L'OKB commence à développer, à côté de la construction de missiles, une activité de conception de vaisseaux spatiaux. En 1961 démarrent les travaux sur un missile balistique particulièrement puissant l'UR-500. En 1962, Tchelomeï est nommé membre de l'Académie des Sciences de l'URSS dans le département mécanique.
Tchelomeï devient le principal concurrent de Sergueï Korolev pour la réalisation du meccano spatial qui doit permettre aux Soviétiques d'atteindre la Lune. Tchelomeï propose d'utiliser sa fusée UR-500 pour lancer un petit vaisseau à 2 places capable d'effectuer un survol de la Lune et est soutenu par Nikita Khrouchtchev dont il emploie plusieurs parents. Il propose l'UR-500 pour lancer la station spatiale militaire. À la suite de la chute de Khrouchtchev, les projets de Tchelomeï et de Korolev sont fusionnés tandis que le programme lunaire habité soviétique se poursuit. Le premier lancement de l'UR-500, également connu sous l'appellation « Proton », a lieu le 10 mai 1967.
Bien que la Proton n'ait jamais servi à envoyer des cosmonautes autour de la Lune comme Tchelomeï l'espérait, la fusée Proton a été utilisée de manière intensive pour lancer des satellites soviétiques, des sondes spatiales  ainsi que les stations spatiales soviétiques et les composants de la Station spatiale internationale. Il est également depuis une dizaine d'années le principal concurrent de la fusée Ariane pour le lancement des satellites commerciaux en orbite géostationnaire.
L'OKB de Tchelomeï a développé des satellites comme les Polyot (prototypes des satellites antisatellites IS) qui contrairement aux satellites antérieurs avaient la capacité de changer d'orbite. Il a également conçu les satellites Proton. Dans les années 1970, l'OKB met au point les stations spatiales Almaz, Saliout 2, Saliout 3 et Saliout 5 qui sont à l'origine des stations Saliout, Mir et Zvezda. Pour assurer le ravitaillement des stations Almaz, Tchelomeï développe le vaisseau TKS, alternative au vaisseau Soyouz. Le TKS n'a jamais volé mais des versions dérivées ont été utilisées comme modules des stations spatiales Saliout 7 et Mir.
Tchelomeï est décédé en 1984 à Moscou.

## Honneurs
- Deux fois héros du travail socialiste (1959, 1963).
- Quatre fois l'ordre de Lénine.
- Ordre de la révolution d'Octobre.
- Prix d'État de l'URSS (1967, 1974, 1982).
- Prix Lénine (1959).